# 스포츠 찬바라

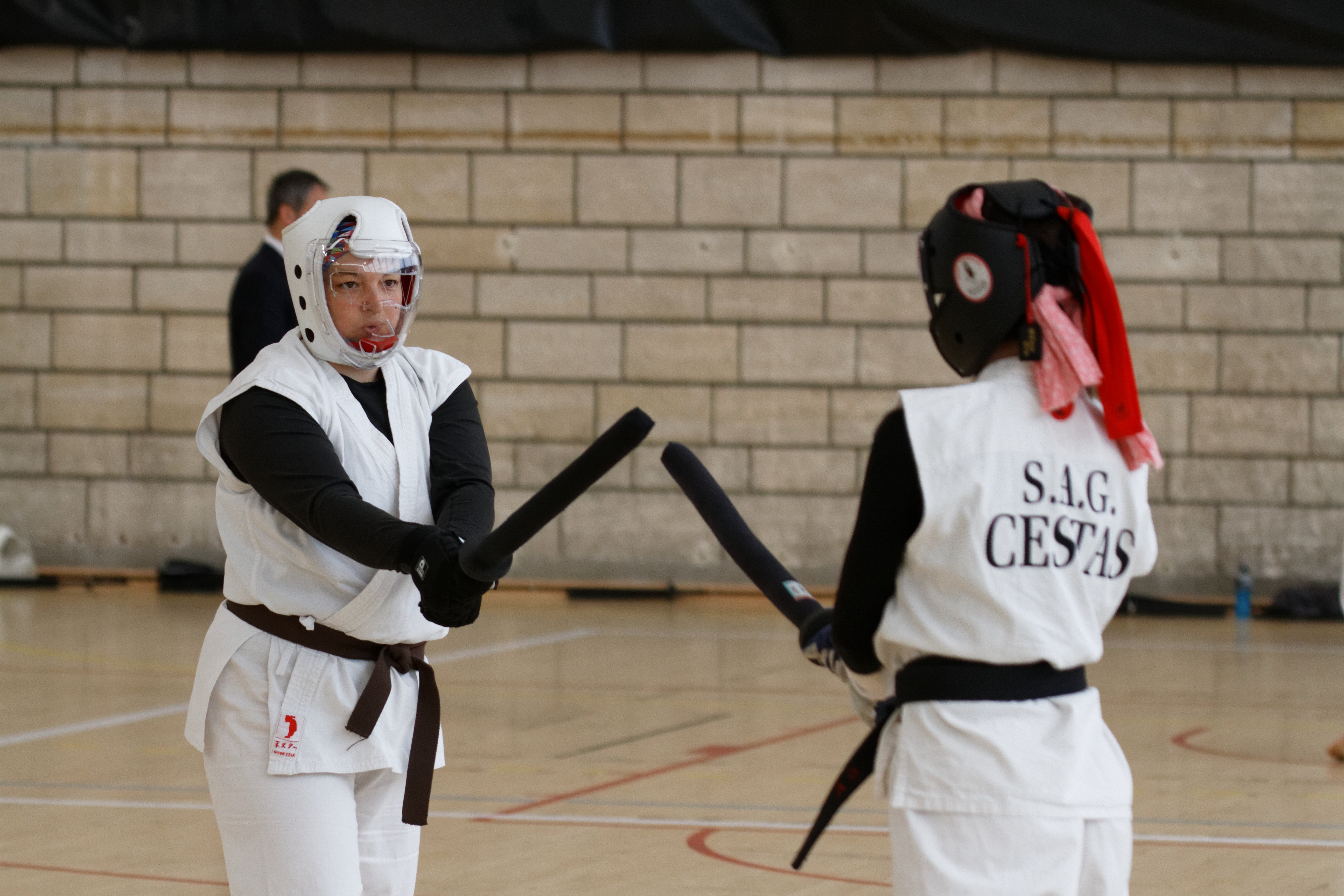

스포츠 찬바라(일본어: スポーツチャンバラ) 혹은 스포찬(일본어: スポチャン)은 자유, 평등, 안전의 기본원칙을 바탕으로 에어소프트검이라는 부드러운 소재의 전용수련장비를 이용한 격기 스포츠로 세부 수련 종목으로는 기본동작, 겨루기, 호신도 등이 있다. 

## 특징
스포츠 찬바라는 "안전, 평등, 자유" 의 기본 3대 철학을 바탕으로 하며, 에어소프트검이라고 칭하는 부드러운 소재의 장비를 이용해 누구나 안전하고 평등하게 수련할 수 있다. 스포츠 찬바라는 소태도를 비롯한 장검, 단도, 창, 봉 등을 수련하는 종합 무기술이다.

## 역사
스포츠 찬바라는 현 국제회장인 타나베 테츤도(田邊哲人)가 1969년 호신도(護身道)를 간행했을때부터 발상했다. 그리고 제자를 육성하고 1973년 전일본호신도연맹(全日本護身道連盟) 발족 이후에 국제스포츠찬바라협회(国際スポーツチャンバラ協会)가 되었다. 2011년 현재 전 세계 수련인구 36만명 이상, 지도자 5000명을 넘어섰다. 일본내에서만 40만명 이상이 스포츠찬바라 시합에 참가하고 있으며, 2018년 현재 90개 이상의 가맹국에서 활동하고 있다. 스포츠 찬바라 세계 선수권 대회는 매년 가을 경에 도쿄에서 개최되며, 2018년 12월 9일에 제 43회 스포츠찬바라세계선수권대회가 도쿄 武蔵野の森総合スポーツプラザ에서 개최되었다. 이날 40개국 1500명 이상의 선수들이 참가하였다.

## 수상 이력
19년 7월 28일 제 11회 아시아오세아니아 챔피언십, 양손장검 1위, Free 장검 1위, 이도 2위, 방패장검 2위, 기본동작 2위
18년 후쿠오카 카스가시 대회 이도 우승
17년 제 10회 아시아 오세아니아 선수권대회 단체전 2위
15년 제 41회 세계선수권대회 기본동작 준우승, 마스터부 3위, 장검 3위, 단체전 준우승
14년 제 40회 세계선수권대회 장검 우승
14년 후쿠오카 카스가시 대회 장검 준우승, 그리고 이도, 방패소태도, 자유종목에서 3위
13년 제 39회 세계선수권대회 단체전 3위, 장검 준우승, 소태도 3위
13년 후쿠오카 카스가시 대회 소태도, 이도, 방패소태도 우승
12년 제 38회 세계선수권대회 단체전 3위
09년 제 35회 세계선수권대회 방패소태도 3위
08년 제 34회 세계선수권대회 방패소태도 우승
07년 제 33회 세계선수권대회 단체전 4위, 방패소태도 3위
06년 제 32회 세계선수권대회 방패소태도 3위
05년 제 31회 세계선수권대회 소태도 준우승
03년 제 29회 세계선수권대회 기본동작 준우승 및 3위, 장검 3위, 단도 준우승
02년 제 28회 세계선수권대회 방패소태도 3위
01년 제 27회 세계선수권대회 소태도 3위, 장검 3위

## 사용장비

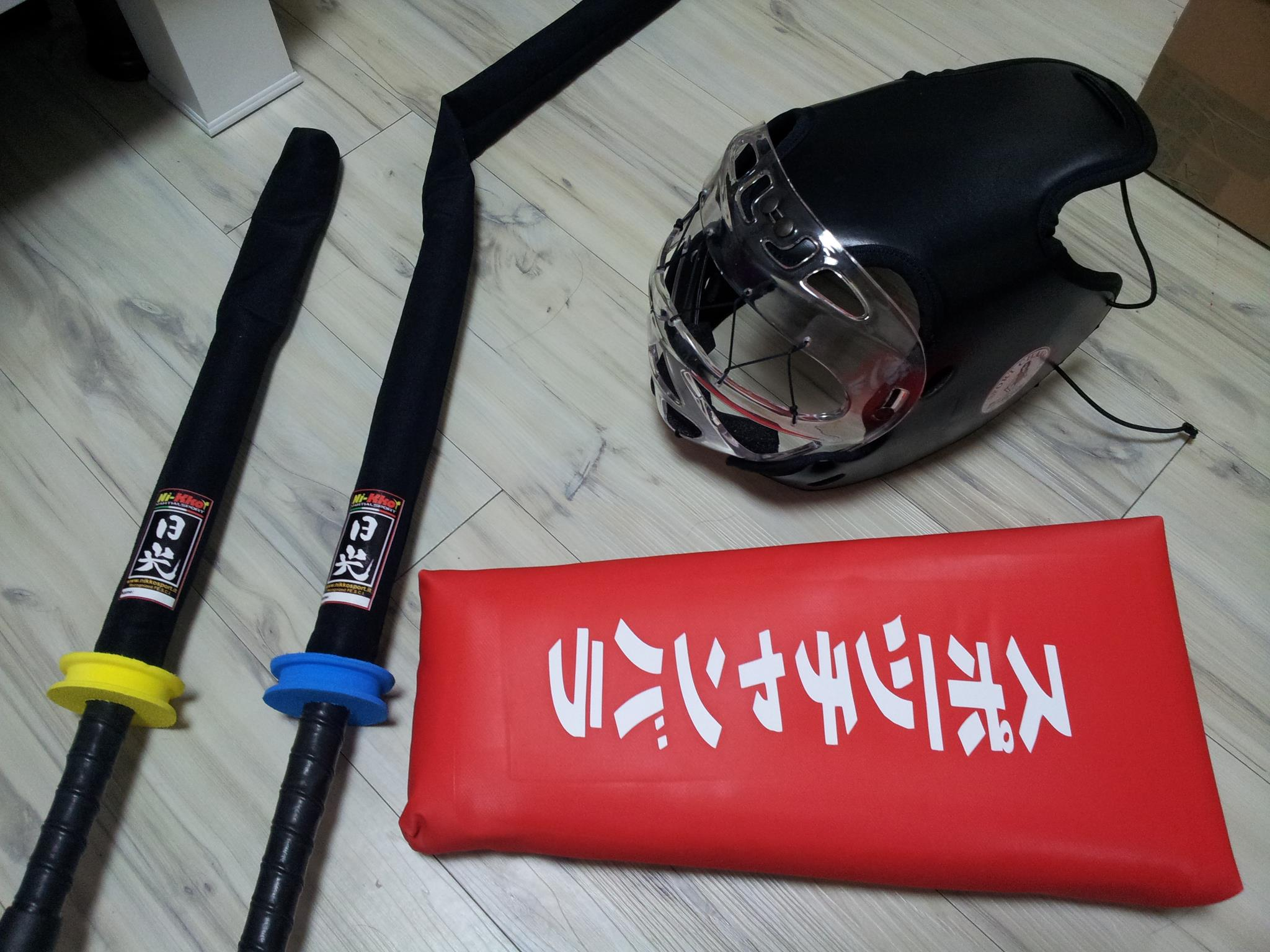
이탈리아산 에어검

45cm 크기의 단도, 60cm 크기의 소태도, 100cm 크기의 장검, 140cm 크기의 지팡이, 200cm크기의 봉과 창, 방패, 호면, 손보호대 등이 있다. 이러한 장비를 이용하여 단도, 소태도, 양손장검, Free 장검, 이도, 지팡이, 봉, 단창, 장창, 방패소태도, 방패장검, 방패단도, 나가마키(長巻), 기본동작 등의 경기를 진행한다.

## 기본기술과 연습법

### 공격법
스포츠찬바라의 공격방법에는 크게 치기, 베기, 찌르기가 있다.

#### 치기(打擊)
치기법에는 내려치기 (押さえ打ち), 끊어치기 (扇打ち), 올려치기(下段打ち)가 있다. 에어소프트검의 심과 손잡이부분이 없는 끝 1/2부분으로의 공격만 허락된다. 가장 빠르고 간결한 공격방법이다.

#### 베기(斬撃)
베기법에는 감아치기 (回し打ち), 휘둘러치기 (掬い打ち)가 있다. 물체를 절단한다는 의미로 상대방을 강하게 치고 지나가는 공격방법이다.

#### 찌르기(突き)
머리와, 허리 찌름이 있으며 에어소프트검이 살짝 구부러지는 것이 보일 정도의 압력으로 찌른다. 

### 방어법
스포츠찬바라의 방어법에는 막기와 피하기가 있다. 방어 훈련은 사방막기와 피하기 2종류가 있다.

#### 사방막기
두명이 나란히 마주보고 양다리를 고정한채 서로 공격을 주고받는 연습이다. 머리 내려치기, 허리 끊어치기, 손목 휘둘러치기, 밑손목 끊어치기, 찌름으로 구성된다.

#### 피하기
두명이 나란히 마주보고 서로 공격을 주고받으며 피하는 연습이다. 머리, 손목, 허리, 안쪽다리, 바깥쪽다리로 구성된다.

### 기본동작과 호신도형
스포츠찬바라 기본동작으로는 3동작 치기, 2동작 치기, 1동작 치기, 연속동작 치기 그리고 소태도 호신도형, 장검형이 있다. 다른 검술과 다르게 스포츠찬바라는 에어소프트검을 사용하기에 호신도형과 장검형 연습에서는 실제 타격이 이루어진다.

### 대련
대련방식은 시합식 외에도 점수제나 다른 손, 발기술을 섞은 형태 그리고 타격부위를 제한하는 형태로 연습목적에 맞게끔 설정 할 수 있다.

## 경기규칙

### 기본동작
13개 종목에 대한 기본동작을 겨루는 경기로 경기에 참가하는 무기의 제한은 없다. 단, 선수가 해당 무기에 대한 단 또는 급을 소지하고 있어야한다. 하나의 코트에서 2명의 선수가 입장하여 본부의 신호에 맞춰 기본동작을 시작한다. 선수의 동작순서, 자세, 기검체일치에 대해 3명의 심판이 평가한다. 국가대항 단체전의 경우 10명의 심판진이 구성되며, 출전 선수와 심판의 국적은 다르게 구성된다. 순서와 구령은 차렷, 예의, 뽑아칼, 머리, 손목, 허리, 다리, 찌름, 위치로, 꽂아칼, 예의 순서이다. 단, 창과 단도의 경우는 찌름 뿐이므로 구령이 다르다.

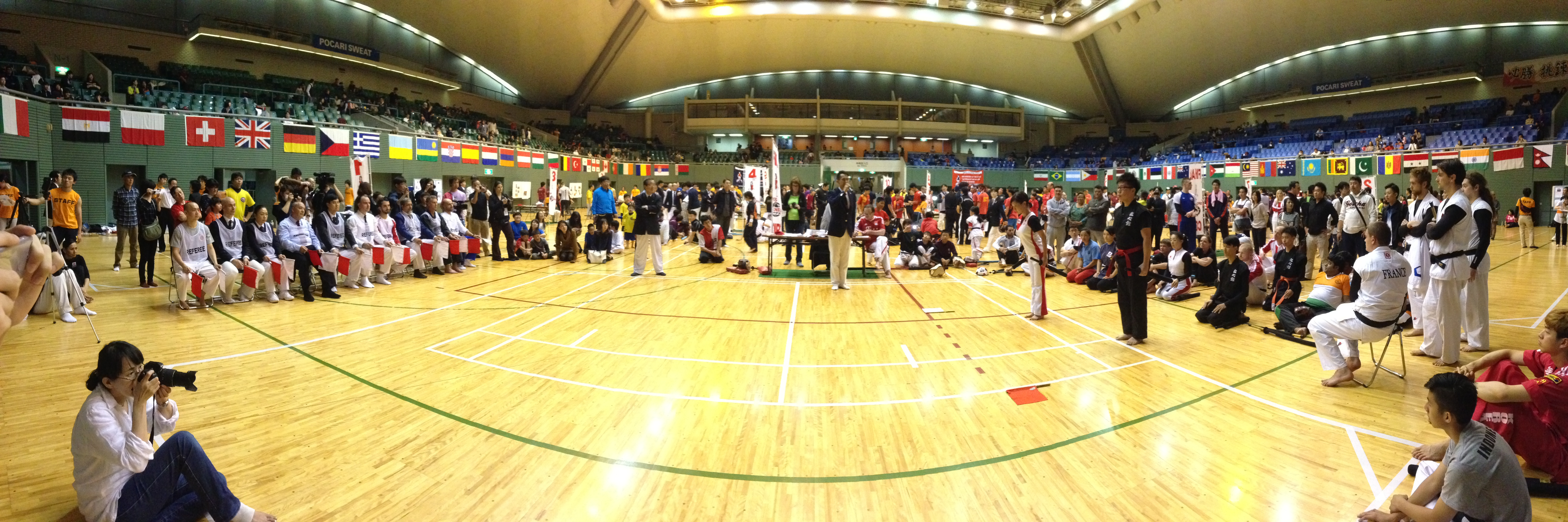
2014년 제 40회 스포츠찬바라세계선수권대회 기본동작 국가대항전

### 개인전

#### 기본 규칙
각 종목별로 실력을 겨루는 경기로 자유종목(得物自由)을 제외하고는 동일한 무기로 겨루기가 진행된다. 단, 선수가 해당 무기에 대한 단 또는 급을 소지하고 있어야한다. 경기규칙은 매우 간단하여 사방 6~7m 크기의 코트 안에서 상대보다 먼저 치거나 찔러 경우 승리하게 된다. 단판승부로 승패가 결정되며 두선수고 동시에 득점하는 상타(相打)의 경우 양자패배로 간주된다. 결승전과 그랜드챔피언전의 경우 3판 2선승제로 진행된다. 각 종목에서 우승한 1인은 그랜드챔피언전을 치른다. 그랜드챔피언전은 본인이 우승한 종목 그대로 다른종목의 우승자와 경기를 치르게 된다. 국제대회에서 모든 경기는 1분의 제한시간이 주어지며 1분 안에 승패가 결정되지 않으면 30초의 추가시간이 주어지며 10초 간격으로 남은 시간을 선언한다. 30초 동안에도 승패가 결정되지 않으면 양자패배로 간주된다. 결승전과 그랜드 챔피언전에서는 제한시간과 양자패배 규칙이 없다.

#### 한손 무기
소태도와 Free 장검의 경우 빈손막기(庇い手) 규칙이라고 하여 빈손으로 상대의 공격을 1회 방어할 수 있으며, 방어 한 후에는 즉시 허리 뒤로 손을 넘겨야 한다. 단도의 경우 3차례의 대규모 규칙 수정이 있었다. 최초의 규칙으로는 상체의 찌름과 머리베기, 발차기의 다리베기가 득점으로 인정되며, 득점으로 인정되지 않으나 상대방을 던지거나 관절기, 발로 칼을 쳐내는 것이 가능했다. 그 후 안전의 이유로 머리와 몸통의 찌르기만 득점을 인정하며, 던지기, 관절기, 발차기 등 과격한 움직임은 반칙으로 규정했다. 2018년 제43회 세계대회부터 찌르기와 함께 머리베기, 손목베기, 다리베기가 득점으로 인정되는 새로운 규칙으로 수정되었다.

#### 양손 무기
양손장검, 창(장창, 단창), 봉, 지팡이 나가마키의 경우 한손을 놓게되면 즉시 반칙이 부여된다. 지팡이와 봉, 창의 경우 지지대와 같은 단단한 부분으로 가격하는 것은 금지된다. 이도류의 경우 경기 중 양손의 칼을 바꿔쥐는 것이 금지되나 경기 중 하나의 칼을 전략적으로 버리는 행동이 가능하다.

### 단체전
국가 대항 단체전 타돌부의 경우 3인의 선수가 선봉은 소태도, 중견은 Free 장검 또는 양손장검, 주장은 이도로 출전하여 단판 승부를 벌인다. 2018년 제 43회 세계선수권대회부터 남자팀, 여자팀 각각 1팀씩 출전하는 것으로 규칙이 수정되었다. 국가 대항 단체전 기본동작부의 경우 3인의 선수가 자신의 주력 종목으로 기본동작 단판 승부를 벌인다. 기본동작부는 남녀 구분 없는 단일팀만이 출전한다.

### 합전(KASSEN)
클럽 대항 단체전으로 "320 cm rule"이 적용된다. 참가 선수들이 사용하는 무기 길이의 총 합이 320 cm 이내여야 하며, 무기 길이의 총합이 320 cm 이내라면 참가 인원의 제한이 없다.
각 무기의 길이는 다음과 같다. 45 cm 단도, 60 cm 소태도, 100 cm Free 장검/양손장검/방패소태도/단창, 140 cm 장/방패장검, 160 cm 이도, 200 cm 장창/봉/나가마키
예를 들어 45 cm 단도 7명(315 cm)이 팀을 이룰 수 있고, 100 cm의 장검 3명(300 cm)이 팀을 이룰 수 있다.
단판 승부로 진행되며, 최종적으로 남아있는 인원이 많은 클럽이 승리하게 된다.

### 난전(Survival)
인원에 제한 없이 하나의 코트 안에서 동시에 단판 승부를 벌인다. 마지막까지 남아있는 사람이 승리자가 된다.

### 반칙
동일 반칙을 2회 반복하게 되면 단판승부에서는 그 즉시 패배하게 되며, 결승전 또는 그랜드챔피언전에서는 1점을 실점하게 된다. 코트 밖으로 양 발이 나가게 되면 장외반칙이 주어진다. 발차기나 과도한 관절기로 상대를 위협하는 행동, 심판에 대해 무례한 행동이 보여지면 주의를 받고 정도에 따라 경고를 받기도 한다. 방패 또는 이도의 경기에서 양손의 칼의 위치를 바꿀 경우 경고가 주어진다. 빈손막기(庇い手)를 사용한 경우 경기 중 방어한 손을 다시 사용하게 되면 즉시 반칙패를 당하게 된다.

## 참고 문헌
- 田邊哲人(2002). Let's Enjoy SPOCHAN. そうぶん社スポーツ. JAPAN. ISBN4-7947-0428-3
- 국민생활체육회 (2008). 〈스포츠찬바라〉. 《스포츠 백과》.[깨진 링크(과거 내용 찾기)]